# Deserto dei Dancali
Il deserto dei Dancali (o anche deserto dei Danachili o deserto della Dancalia) si trova in Dancalia, nell'Etiopia nord-orientale, nell'Eritrea meridionale e in gran parte nello stato del Gibuti.

## Descrizione
Questa è la terra di origine del popolo degli Afar. Appartiene al deserto dei Dancali anche la formazione della Depressione Afar, a 100 m al di sotto del livello del mare. L'attività principale che si pratica in questo luogo è l'estrazione del sale. Il Deserto ospita un'ampia gamma di specie animali tra cui l'asino selvatico africano.
Il vulcani Erta Ale e Dabbahu appartengono a questa regione. La rivista National Geographic lo considera "Il posto più crudele sulla faccia della Terra".

## Il potassio
La Dancalia è una zona estremamente ricca di potassio che si rinviene anche in superficie. Il potassio è molto utilizzato dall'industria dei fertilizzanti e da quella degli esplosivi. Furono dapprima società minerarie italiane a tentarne lo sfruttamento. Subentrarono società degli Stati Uniti e poi società canadesi.